# 2010 v hudbě
Tento článek obsahuje události související s hudbou, které proběhly v roce 2010.

## Vzniklé skupiny
- Black Country Communion

## Vydaná alba

### Česká hudební alba

#### Leden
| Den | Album             | Umělec                             | Poznámky                                     |
| --- | ----------------- | ---------------------------------- | -------------------------------------------- |
| 6.  | Nuberg 2009       | Komorní orchestr Berg              |                                              |
| 7.  | Jeviště           | Kryštof                            |                                              |
| 11. | Feed My Lion      | Jitka Charvátová                   |                                              |
| 15. | Insanyya          | Al-Yaman                           |                                              |
| 18. | Noční lov         | Jaroslav Olin Nejezchleba          |                                              |
| 22. | Tmavomodrý svět   | Jan Werich a Orchestr Karla Vlacha |                                              |
| 22. | O, jé             | Olympic                            | poslední (12.) díl reediční řady Zlatá edice |
| 25. | Máš mě na svědomí | O5 & Radeček                       |                                              |
| 25. | Vzhůru k výškám   | Šárka Marková                      |                                              |
| 27. | Classic           | The Matadors                       |                                              |
| 28. | Já tu stojím dál  | Karel Svoboda                      |                                              |
| 29. | The Portrait      | Rara Avis                          |                                              |
| 29. | Julidáda          | Dáda Patrasová                     |                                              |

#### Únor
| Den | Album                                            | Umělec               | Poznámky |
| --- | ------------------------------------------------ | -------------------- | -------- |
| 1.  | CM úsměvů, CM slz                                | Roman Empire         |          |
| 5.  | Doma                                             | IdeaFatte            |          |
| 12. | Takže dobrý                                      | Mňága a Žďorp        |          |
| 12. | Poslední romantik                                | Marko Čermák         | 2CD      |
| 12. | Ať hudba dále zní / 50 nejslavnějších evergreenů | Milan Chladil        | 2CD      |
| 15. | Kamila Nývltová                                  | Kamila Nývltová      |          |
| 19. | Split 2010                                       | Houba/Punk Floid     |          |
| 22. | Baron Prášil (soundtrack)                        | různí                |          |
| 22. | Houky                                            | Helemese             |          |
| 26. | 1982–1990                                        | Petr Kalandra a ASPM | 2CD      |
| 26. | Mží ti do vlasů                                  | Ladislav Štaidl      | 2CD      |
| 27. | Machinarium (soundtrack)                         | Tomáš Dvořák         |          |
|     | Best Of                                          | Kryštof              | DVD      |
|     | Velkej vůz                                       | Hana Čechová         |          |

#### Březen
| Den | Album                             | Umělec               | Poznámky |
| --- | --------------------------------- | -------------------- | -------- |
| 1.  | Připraveným                       | Připraveným          |          |
| 1.  | King or Queen                     | Montage              |          |
| 1.  | Aside                             | Kolib                |          |
| 5.  | Return of Dark Psychedelia        | Michael's Uncle      |          |
| 8.  | Trnem ve voku                     | Brain Drain          |          |
| 8.  | Tárogató                          | Musica Folklorica    |          |
| 10. | 2010                              | Lucas Skunkwalker    |          |
| 10. | Intimně                           | Cat and dogs         |          |
| 12. | Stínadla se Bouří                 | Prohibice            |          |
| 12. | Pop galerie                       | Jitka Molavcová      |          |
| 12. | Pop galerie                       | Kamelie              |          |
| 13. | Dialog s vesmírem /studio & live/ | Progres 2            | 2CD      |
| 14. | EP                                | The Fialky           |          |
| 15. | Miluju vás                        | Radůza               |          |
| 15. | Songs From Another Pocket         | 2Wings               |          |
| 15. | Svět za sifonem                   | Peshata              |          |
| 15. | Láska je láska / Elixír života    | Lucie Bílá           | 2DVD     |
| 15. | Křídel se nezříkám                | Věra Martinová       | 2CD      |
| 19. | kapiloongo                        | wrgha POWU orchestra | debut    |
| 19. | Lázničky                          | Tři sestry           |          |
| 19. | Harlejland                        | Harlej               |          |
| 19. | Kult hyeny                        | Insania              |          |
| 22. | Prší nám do Campari               | Jiří Dědeček a Úterý |          |
| 23. | Najdem den                        | Karel Vepřek         |          |
| 26. | Písně z hradů a zámků             | Čechomor             |          |
| 26. | Písničky z Impulsovic krabičky    | různí                |          |
| 29. | Víc nehledám…                     | Pavel Bobek          |          |
| 29. | Neruda                            | Neruda               |          |

#### Duben
| Den | Album                               | Umělec                          | Poznámky                     |
| --- | ----------------------------------- | ------------------------------- | ---------------------------- |
| 3.  | Pub Animals                         | Safar-i                         |                              |
| 7.  | Povísně Michala Vícha               | Divadlo Sklep                   |                              |
| 8.  | Němý Suflér                         | Vlastimil Třešňák               |                              |
| 8.  | Harafica                            | Cimbálová muzika Harafica       |                              |
| 9.  | Live at the Rudolfinum              | Jitka Čechová                   |                              |
| 12. | Polarity                            | Imodium                         | 2CD; digitálně už 29. března |
| 12. | Deja Vu                             | Defuckto                        |                              |
| 13. | Coveranto                           | Xavier Baumaxa a Hněddé smyčce  |                              |
| 13. | Dirty                               | Nil                             |                              |
| 13. | Nocturno                            | XIII. století                   |                              |
| 14. | Halucinace ze třetího patra         | James Cole                      |                              |
| 14. | 10 let: Live Akropolis              | Tam-Tam Orchestra               | 2DVD                         |
| 16. | V leže v stoje                      | Vladimír Cirkus                 |                              |
| 17. | Kra                                 | Síla                            |                              |
| 18. | Knockout                            | Marpo                           |                              |
| 19. | Domasa                              | Traband                         | v mp3 už 29. března          |
| 19. | Dvanáct druhů samoty                | Jan Burian                      |                              |
| 22. | Čistý byl svět                      | Jan Řepka                       |                              |
| 23. | Lidovky mého srdce                  | Karel Gott                      |                              |
| 23. | Radosti života                      | Katapult 2010                   |                              |
| 23. | Pasu, pasu písničky[zdroj?]         | Dáda Patrasová                  |                              |
| 23. | Dítě štěstěny                       | Petr Spálený                    | 3CD                          |
| 23. | Holky z naší školky / Největší hity | Stanislav Hložek a Petr Kotvald |                              |
| 23. | Platinum Collection                 | Ondřej Havelka                  | 3CD                          |
| 27. | Takhle ve mně vyjou vlci            | Martina Trchová                 |                              |
| 27. | Autobus do Podbořan                 | Petr Linhart                    |                              |
| 30. | Tenhle vítr jsem měl rád            | Luboš Pospíšil                  | 2CD                          |
| 30. | Platinum Collection                 | Bára Basiková                   | 3CD                          |
| 30. | Platinum Collection                 | Daniel Landa                    | 3CD                          |

#### Květen
| Den | Album                                                       | Umělec                                                                 | Poznámky |
| --- | ----------------------------------------------------------- | ---------------------------------------------------------------------- | -------- |
| 1.  | Tři patra nad rájem                                         | Ina Urbanová a Hany Bany                                               |          |
| 1.  | Je to hra                                                   | Adolf Vitáček                                                          |          |
| 3.  | Na šňůře perel                                              | Markéta Konvičková                                                     |          |
| 3.  | Ve věci probuzení                                           | Oboroh                                                                 |          |
| 4.  | Platinum Collection                                         | Holki                                                                  | 3CD      |
| 5.  | Dezorient Expres                                            | Prago Union                                                            |          |
| 5.  | Epilog                                                      | Peneři strýčka Homeboye                                                |          |
| 5.  | Light                                                       | Mashy Muxx                                                             |          |
| 7.  | Ringo George Paul John                                      | B4                                                                     |          |
| 13. | Edel                                                        | Vladimír Václavek, Miloš Dvořáček, Frieder Zimmermann a Matthias Macht |          |
| 17. | F&C – Folk a Country                                        | různí                                                                  |          |
| 21. | V bludišti dnů                                              | Petr Muk                                                               |          |
| 24. | Krása                                                       | Ty syčáci                                                              |          |
| 28. | Out of Home                                                 | Clarinet Factory                                                       |          |
| 28. | Dialogues                                                   | Schola Gregoriana Pragensis a Jiří Bárta                               |          |
| 28. | Tragédie                                                    | Jakub Tichý                                                            |          |
| 28. | Sto nejkrásnějších písní (+1) / 1960–2010 / Jubilejní edice | Spirituál kvintet                                                      | 4CD      |
| 28. | Vyznání / Zlatá kolekce                                     | Marta Kubišová                                                         | 3CD      |
| 31. | Jeskyně                                                     | Už jsme doma                                                           |          |

#### Červen
| Den | Album                                         | Umělec                                                | Poznámky              |
| --- | --------------------------------------------- | ----------------------------------------------------- | --------------------- |
| 1.  | Ztracený podzim                               | Vladimír Mišík a Etc…                                 |                       |
| 3.  | Dost už bylo gest                             | zakázanÝovoce                                         |                       |
| 6.  | Bezobav                                       | BezoBratři                                            |                       |
| 7.  | 1. Česko-slovenská SuperStar – Nové hity 2010 | různí                                                 |                       |
| 10. | Stick It Out                                  | Tomáš Hobzek                                          |                       |
| 10. | Pár lacinejch triků                           | Nežfaleš                                              |                       |
| 10. | Ay Di Fayer?                                  | Trombenik                                             |                       |
| 11. | Svévolná diplomacie                           | Embassy                                               |                       |
| 14. | Michal David 50                               | Michal David                                          | 2CD + DVD             |
| 14. | Zlatá kolekce                                 | Jitka Zelenková                                       | 3CD                   |
| 15. | Tubab Woman                                   | Yellow Sisters                                        |                       |
| 18. | Inferno Nocturno                              | Törr                                                  | 1CD nebo set CD+DVD   |
| 18. | Večírek rozpadlých dvojic                     | Jiří Dědeček, Jan Burian, Petr Skoumal, Jan Vodňanský | 2CD, reedice s bonusy |
| 18. | Zeměměřič atd.                                | Vlastimil Třešňák                                     | 2CD, reedice s bonusy |
| 18. | Zlatá éra 1975–1991                           | Greenhorns                                            | 3CD                   |
| 18. | Česká diskotéka 2                             | různí                                                 |                       |
| 21. | Let's Celebrate                               | Martin Chodúr                                         |                       |
| 22. | Skupina dobře vypadajících mužů               | Poletíme?                                             |                       |
| 22. | Jednoduché písničky o složitém životě         | Poletíme?                                             | reedice               |
| 25. | Sentimentální chlápkové                       | Karel Šíp a Jaroslav Uhlíř                            |                       |
| 25. | Snění (Dreaming)                              | Josef Suk a Václav Hybš                               |                       |
| 25. | Super Hity CZ Éteru                           | různí                                                 |                       |
| 28. | Avé…                                          | Václav Koubek                                         |                       |
| 28. | Smutná euforie                                | My3.avi                                               |                       |
| 28. | Vogrle                                        | Honza Hlaváček                                        |                       |
| 28. | Odporno                                       | Composed                                              |                       |
| 28. | Můj dům                                       | Mother's Angels                                       |                       |
| 28. | Sbohem, Iveto                                 | Iveta Bartošová                                       | 3CD                   |

#### Červenec
| Den | Album                | Umělec                         | Poznámky |
| --- | -------------------- | ------------------------------ | -------- |
| 1.  | Definitely Different | Ben Cristovao                  |          |
| 1.  | Rabudeň, Rabudeň     | Luboš Holý a Musica Folklorica |          |
| 1.  | Krankoty             | Rudovous                       |          |
| 6.  | VFRFP                | Vypsaná fiXa                   |          |
| 6.  | Podivná úroda        | Hadry z těla                   |          |
| 6.  | Valpuržina noc       | Lucrezia Borgia                | 2CD      |
| 15. | Earthshaker          | Malignant Tumour               |          |
|     | You Are Coming Home  | Saade                          |          |

#### Srpen
| Den | Album                           | Umělec                               | Poznámky                |
| --- | ------------------------------- | ------------------------------------ | ----------------------- |
| 1.  | Pleasure Trip                   | Petr Henych                          |                         |
| 1.  | Jablko jejího peří              | Květy                                | reedice se třemi bonusy |
| 13. | Když muzika začne hrát          | Josef Zíma                           |                         |
| 13. | Písničky a příběhy o zvířátkách | různí                                |                         |
| 20. | Albový Box 1982–1994            | Michal Tučný                         | 10CD                    |
| 27. | Planetárium                     | Václav Neckář                        | 2CD+DVD                 |
| 27. | Tuláci v zrcadlovém sále        | Jan Jeřábek, Irena a Vojtěch Havlovi |                         |
| 27. | Pouta v nás                     | Pouta                                |                         |
| 27. | Nápis na štítu domu             | Pavel Žalman Lohonka                 | reedice                 |
| 27. | Ptáčata                         | Brontosauři                          | reedice                 |
| 27. | Proměny                         | Čechomor                             | reedice                 |
|     | Sladkých 11                     | Staré pušky                          |                         |

#### Září
| Den | Album                                          | Umělec                                    | Poznámky                                       |
| --- | ---------------------------------------------- | ----------------------------------------- | ---------------------------------------------- |
| 1.  | Projektor                                      | Magnetik                                  |                                                |
| 1.  | The Unquiet Invisible                          | Neutrino                                  |                                                |
| 3.  | 19 ztracených písní Wabiho Ryvoly              | Roman Horký a Kamelot                     |                                                |
| 3.  | Mám horečku                                    | Brutus                                    | reedice s 9 bonusy                             |
| 8.  | Není na co čekat                               | Chinaski                                  | normální a limitovaná edice (CD+DVD)           |
| 9.  | Romská balada                                  | Ida Kelarová a Škampovo kvarteto          |                                                |
| 10. | Dej mi pár okovů… a dalších 44 hitů            | Karel Hála                                | 2CD                                            |
| 17. | Je čas jít dál                                 | Sandra Rosová                             |                                                |
| 17. | Egon Bondy's Happy Hearts Club Banned          | The Plastic People of the Universe        | reedice                                        |
| 17. | Mládí i tak velkou lásku bere s humorem        | Vltava                                    | reedice                                        |
| 17. | Šťastnej jako trám                             | Vltava                                    | reedice                                        |
| 20. | The Sick Rose                                  | Monika Načeva                             |                                                |
| 20. | It's About Time                                | Najponk, Ondřej Pivec, Gregory Hutchinson |                                                |
| 20. | Příběhy                                        | Pavel Žalman                              | 3CD                                            |
| 24. | Retrospektive                                  | Iva Frühlingová                           |                                                |
| 24. | Lil Moc uvádí: Jakost a hosté ze studia Postel | Druhá jakost                              |                                                |
| 24. | Výběrofka                                      | Lety mimo                                 | 2CD                                            |
| 25. | HU                                             | DVA                                       |                                                |
| 27. | Outlet People                                  | Toxique                                   |                                                |
| 27. | Zimní čas                                      | Hromosvod                                 |                                                |
| 27. | Recitál                                        | Helena Vondráčková                        | 2CD, plastová edice i digipack                 |
| 27. | Plejlist 1996–2009                             | Wohnout                                   | 2CD                                            |
| 27. | Gorale – Léta raná                             | Čechomor                                  | 3CD                                            |
| 27. | 44 Slavných písniček 2                         | Jan a František Nedvědovi                 | 2CD                                            |
| 27. | Když na ta léta vzpomínám                      | Pavel Bobek                               | 2CD                                            |
| 27. | Best of                                        | Jan Kalousek                              |                                                |
| 27. | Jesus Christ Superstar                         | různí                                     | koncertní záznam české verze muzikálu (CD+DVD) |
| 28. | Zapomeň na všechno                             | S-KORE                                    |                                                |
| 29. | Pochyby                                        | Dark Gamballe                             |                                                |
|     | Dlouhej kouř                                   | Chinaski                                  | reedice                                        |
|     | Betno                                          | Kumbalu                                   |                                                |
|     | Děti této noci                                 | Mrakoplaš                                 |                                                |

#### Říjen
| Den | Album                                                  | Umělec                          | Poznámky                                          |
| --- | ------------------------------------------------------ | ------------------------------- | ------------------------------------------------- |
| 1.  | 2010                                                   | Ready Kirken                    | vydáno na internetu, na serveru Ulož.to           |
| 1.  | Sinaj                                                  | Eva Henychová                   |                                                   |
| 1.  | Fenykl                                                 | Tumpach Kvoč                    |                                                   |
| 1.  | Komplet 1997–2010                                      | Petr Muk                        | 9CD                                               |
| 1.  | Radosti i smutky                                       | různí                           |                                                   |
| 4.  | Ztráta přítele                                         | Zputnik                         |                                                   |
| 5.  | Digestoř                                               | Hi-Fi                           |                                                   |
| 5.  | Komplet 1967–1997                                      | Petr Novák                      | 13CD                                              |
| 8.  | Praxe relativity                                       | Xindl X                         |                                                   |
| 11. | Mlýnské kolo v srdci mém                               | Hana Hegerová                   |                                                   |
| 11. | God Has Her Ways                                       | Niceland                        |                                                   |
| 11. | Ať se zastaví čas…                                     | Jakub Smolík                    |                                                   |
| 12. | Ouředníkovy referáty                                   | Skrytý půvab byrokracie         |                                                   |
| 12. | Lid, klid, úsvit, blahobyt                             | Hrochansony                     |                                                   |
| 12. | Toulavý stín                                           | Folk Team                       | reedice s bonusy                                  |
| 13. | 93 největších hitů                                     | Jiří Suchý, Jiří Šlitr a další  | 2DVD, reedice DVD Největší hity a Největší hity 2 |
| 14. | Sens                                                   | Tara Fuki                       |                                                   |
| 15. | Super Lázničky                                         | Tři sestry                      | 2CD+DVD                                           |
| 15. | Tepláky aneb Kroky Františka Soukupa                   | NightWork                       |                                                   |
| 15. | V rekvizitách                                          | ille                            |                                                   |
| 15. | Déja vu 2 (1989–1996)                                  | Vladimír Mišík a Etc…           |                                                   |
| 15. | Klasika                                                | Visací zámek                    |                                                   |
| 18. | On Stage                                               | Mňága a Žďorp                   |                                                   |
| 18. | Concertino 2010                                        | Lenka Filipová                  |                                                   |
| 18. | Písničky o zvířatech                                   | Zdeněk Svěrák & Jaroslav Uhlíř  |                                                   |
| 18. | The Way Of The Future                                  | Sly Rabbits                     |                                                   |
| 18. | Live Malostranská beseda 1988                          | Vladimír Merta                  | reedice původních alb s bonusy                    |
| 19. | Raising The Flag                                       | Republic of two                 |                                                   |
| 20. | Hořkosladce                                            | Karolína Kamberská              |                                                   |
| 20. | Počúvajte, co vám povím                                | Musica Folklorica               |                                                   |
| 20. | Měsíc, les, bílý sníh ~ Moon, Forest, Blinding Snow    | Panychida                       |                                                   |
| 20. | Pravděpodobné vzdálenosti                              | Jaroslav Hutka                  | reedice                                           |
| 22. | KMBL                                                   | Indy                            |                                                   |
| 22. | Písně adventu a Vánoc z Moravy / Marija Panna přečistá | Zuzana Lapčíková                |                                                   |
| 22. | Nechte zvony znít / Já tu stojím dál                   | Karel Svoboda                   | 2CD                                               |
| 22. | Pomaláče – Best of 2010                                | Argema                          |                                                   |
| 22. | Největší z nálezů a ztrát                              | Michal David                    | DVD                                               |
| 22. | Česko Disco                                            | Maxim Turbulenc                 | 3CD                                               |
| 23. | Self-pity As A Lifestyle?                              | Goro                            |                                                   |
| 25. | Private Madness, Public Danger                         | Skyline                         |                                                   |
| 25. | Before Dawn                                            | Garcia                          |                                                   |
| 25. | Yolk                                                   | Eggnoise                        |                                                   |
| 25. | Muzikálové album                                       | Monika Absolonová               | 2 edice: 1CD nebo CD+DVD                          |
| 25. | Ať žije rokenrol!                                      | různí                           |                                                   |
| 25. | Občanský průkaz                                        | různí                           |                                                   |
| 28. | Hotel Palace                                           | Houpací koně                    |                                                   |
| 29. | Theyories                                              | Dan Bárta & Robert Balzar Trio  |                                                   |
| 29. | Are The Untouchables – Al Capone's Vault               | DJ Wich & Rasco                 |                                                   |
| 29. | Ptačí sliby                                            | Kuzmich Orchestra               |                                                   |
| 29. | Diskohrátky                                            | Petr Kotvald & Stanislav Hložek |                                                   |
|     | Pop & Soul & Swing Collection                          | Tereza & Láďa Kerndlovi         |                                                   |
|     | Studna neobjevená 1                                    | různí                           |                                                   |
|     | Království Keltů                                       | Asonance                        |                                                   |
|     | What's Outside                                         | Ondřej Štveráček Quartet        |                                                   |

#### Listopad
| Den | Album                                                   | Umělec                      | Poznámky                   |
| --- | ------------------------------------------------------- | --------------------------- | -------------------------- |
| 1.  | Classic, Acoustic & Folk                                | Lenka Filipová              | 3CD                        |
| 1.  | Slunci je to jedno / Zvláštní způsoby                   | Věra Martinová              | 2CD                        |
| 1.  | Live Blues Alive                                        | 2Wings                      |                            |
| 1.  | Mejdan roku                                             | Michal David                | DVD                        |
| 5.  | A Little Bit More                                       | Sunflower Caravan           |                            |
| 5.  | Vřešťáloviny                                            | Zdeněk Vřešťál              |                            |
| 5.  | Vůně jehličí                                            | Václav Hybš                 | reedice                    |
| 8.  | Bílé Vánoce Lucie Bílé                                  | Lucie Bílá                  |                            |
| 8.  | 65 – Nejkrásnější filmové melodie                       | Ladislav Kerndl             |                            |
| 8.  | Vánoční koncert                                         | Petr Bende                  | CD+DVD                     |
| 8.  | Osud mi tě přál                                         | Marie Rottrová              | 2CD                        |
| 12. | Pojďme se napít                                         | Alkehol                     |                            |
| 12. | Eelmusic                                                | RUiNU                       | vyšlo na webu Zeromoon.com |
| 12. | Pověsti moravských, českých a slezských hradů (Komplet) | Čechomor                    | 3CD                        |
| 12. | Zlatá edice (Komplet)                                   | Olympic                     | 14CD                       |
| 12. | Vánoce s Dádou                                          | Dáda Patrasová              |                            |
| 12. | Pop galerie                                             | Yvonne Přenosilová          |                            |
| 12. | Indies Scope 2010                                       | různí                       |                            |
| 15. | Sever                                                   | Obří broskev                |                            |
| 15. | Kocour v troubě                                         | Tomáš Hajíček               |                            |
| 16. | Teď a tady                                              | David Koller                |                            |
| 18. | Dárek                                                   | Lucie Vondráčková           |                            |
| 18. | Knírek                                                  | Unifiction                  |                            |
| 20. | Cirkus V3SKA                                            | V3SKA                       |                            |
| 20. | Jan Hus – Mše za tři mrtvé muže                         | Petr Kofroň                 | bonus k DVD s filmem       |
| 22. | Benefice černých koní                                   | Petr Hapka a Michal Horáček | 3CD                        |
| 22. | Dál plyne čas                                           | Klíč                        | 2CD                        |
| 23. | Bongo BonBoniéra                                        | různí                       | v mp3 již 16. listopadu    |
| 29. | Tacho (soundtrack)                                      | Daniel Landa                |                            |
| 29. | City of Red Lights                                      | Lakeside X                  |                            |
| 29. | Néve                                                    | Triny                       |                            |
| 29. | Možnosti stonků                                         | David Firkle                |                            |
| 29. | Off                                                     | the.switch                  |                            |
| 29. | Hity z filmů a muzikálů                                 | Roman Vojtek                | 2CD                        |
| 30. | Salep                                                   | Sato-San To                 |                            |
| 30. | Rise and Shine                                          | DiscoBalls                  |                            |
| 30. | Betlém                                                  | Cimbal Classic              |                            |
|     | 1. 1. 1990                                              | Svatopluk Karásek a hosté   |                            |
|     | Kiss The Night!                                         | A Banquet                   |                            |

#### Prosinec
| Den | Album                   | Umělec                    | Poznámky                        |
| --- | ----------------------- | ------------------------- | ------------------------------- |
| 1.  | Walking On The A-Bomb   | Natalie Kocab             |                                 |
| 1.  | Zvesela!                | Taliesyn                  |                                 |
| 1.  | Do Not Eat – Throw Away | Tomáš Vtípil              |                                 |
| 1.  | H.P.T.N. vol.2          | Mike Trafik               |                                 |
| 1.  | Srdeční záležitosti     | Michal Pavlíček           | 3CD                             |
| 3.  | Do Vetra                | Szidi Tobias              |                                 |
| 3.  | K pláči i pobreku       | Vobezdud                  |                                 |
| 3.  | Konec civilizace        | Bonus                     |                                 |
| 3.  | Zpráva odeslána         | Jan Spálený a ASPM        |                                 |
| 5.  | Proměna                 | Ondřej Ruml               |                                 |
| 5.  | Opus Vulgaris           | C                         |                                 |
| 6.  | Vzduchoplavec           | Kubatko                   |                                 |
| 7.  | Gyzmo                   | LA4                       |                                 |
| 8.  | Malba hlasem – nezpívám | Feng-yűn Song             |                                 |
| 10. | Banditi di Praga        | Kabát                     |                                 |
| 10. | De Generace             | Hudba Praha               |                                 |
| 10. | Nadosah                 | Caine                     |                                 |
| 10. | Gurun Gurun             | Gurun Gurun               |                                 |
| 11. | Live in Matongo         | Epy de Mye                |                                 |
| 18. | EVIL!                   | X-left To die             | DVD                             |
| 20. | Ghost                   | David Spilka a James D.S. |                                 |
| 20. | Jesus Christ Superstar  | různí                     | reedice                         |
| 22. | Smyčcem                 | Irena a Vojtěch Havlovi   | doplněno o reedici alba Háta H. |
| 25. | Aromaterapie            | různí                     |                                 |
| 31. | Jananas                 | Jananas                   |                                 |
|     | Truc na truc…           | Domažlická dudácká muzika |                                 |
|     | Kozí zpěvy              | Koza na útesu             |                                 |

### Zahraniční alba

#### Leden
| Den | Album                        | Umělec     | Poznámky          |
| --- | ---------------------------- | ---------- | ----------------- |
| 5.  | VH1 Storytellers: Kanye West | Kanye West | Záznam z koncertu |
| 12. | Ollusion                     | Omarion    |                   |

#### Únor
| Den | Album                   | Umělec          | Poznámky |
| --- | ----------------------- | --------------- | -------- |
| 2.  | Rebirth                 | Lil Wayne       |          |
| 2.  | 100 Proof: The Hangover | Statik Selektah |          |
| 4.  | Djangologists           | Rosenberg Trio  |          |
| 9.  | Soldier of Love         | Sade            |          |

#### Březen
| Den | Album                                                        | Umělec              | Poznámky   |
| --- | ------------------------------------------------------------ | ------------------- | ---------- |
| 2.  | Victory                                                      | DJ Khaled           |            |
| 2.  | Eleanora Fagan (1915–1959): To Billie with Love from Dee Dee | Dee Dee Bridgewater |            |
| 2.  | Almost Alice                                                 | OST                 | soundtrack |
| 5.  | Valleys of Neptune                                           | Jimi Hendrix        |            |
| 9.  | Battle of the Sexes                                          | Ludacris            |            |
| 9.  | Elect the Dead Symphony                                      | Serj Tankian        | CD+DVD     |
| 14. | Sting in the Tail                                            | Scorpions           |            |
| 16. | Highway Rider                                                | Brad Mehldau        |            |
| 23. | More Malice                                                  | Snoop Dogg          |            |
| 26. | Raymond vs. Raymond                                          | Usher               |            |
| 30. | The Lost Scripts of K.O.D.                                   | Tech N9ne           |            |
| 30. | New Amerykah Part Two (Return of the Ankh)                   | Erykah Badu         |            |
| 30. | Yesterday You Said Tomorrow                                  | Christian Scott     |            |

#### Duben
| Den | Album                       | Umělec         | Poznámky |
| --- | --------------------------- | -------------- | -------- |
| 6.  | VOCAbuLarieS                | Bobby McFerrin |          |
| 14. | Kush and Orange Juice       | Wiz Khalifa    | Mixtape  |
| 19. | My Best Friend Is You       | Kate Nash      |          |
| 20. | Rise Up                     | Cypress Hill   |          |
| 27. | The Adventures of Bobby Ray | B.o.B          |          |

#### Květen
| Den | Album                       | Umělec               | Poznámky |
| --- | --------------------------- | -------------------- | -------- |
| 4.  | Amazin'                     | Trina                |          |
| 4.  | The Oracle                  | Godsmack             |          |
| 4.  | Pulse                       | Toni Braxton         |          |
| 4.  | Uni-5: The World's Enemy    | Bone Thugs-n-Harmony |          |
| 18. | Distant Relatives           | Nas & Damian Marley  |          |
| 18. | Friday Night at St. Andrews | Bizarre              |          |
| 18. | The Ghost Dub-Dime          | Styles P             |          |
| 18. | The Remedy                  | Jagged Edge          |          |
| 18. | Revolutions Per Minute      | Reflection Eternal   |          |
| 21. | Coat of Arms                | Sabaton              |          |
| ?   | Francis Rossi               | One Step at a Time   |          |

#### Červen
| Den | Album               | Umělec         | Poznámky |
| --- | ------------------- | -------------- | -------- |
| 8.  | Crunk Rock          | Lil Jon        |          |
| 8.  | Goon Affiliated     | Plies          |          |
| 15. | Thank Me Later      | Drake          |          |
| 18. | Can't Be Tamed      | Miley Cyrusová |          |
| 18. | Last Desire         | Mastercastle   |          |
| 21. | Recovery            | Eminem         |          |
| 21. | Third Round         | Manu Katché    |          |
| 22. | How I Got Over      | The Roots      |          |
| 22. | The Imagine Project | Herbie Hancock |          |
| 29. | Love King           | The-Dream      |          |

#### Červenec
| Den | Album                            | Umělec            | Poznámky |
| --- | -------------------------------- | ----------------- | -------- |
| 2.  | Euphoria                         | Enrique Iglesias  |          |
| 6.  | Flesh Tone                       | Kelis             |          |
| 7.  | Praise & Blame                   | Tom Jones         |          |
| 13. | Heart of a Champion              | Paul Wall         |          |
| 13. | Maya                             | M.I.A.            |          |
| 13. | Pilot Talk                       | Curren$y          |          |
| 13. | Symphonicities                   | Sting             |          |
| 13. | The War Report 2: Report the War | Capone-N-Noreaga  |          |
| 20. | Teflon Don                       | Rick Ross         |          |
| 20. | We Stitch These Wounds           | Black Veil Brides |          |
| 27. | The Darkside Vol. 1              | Fat Joe           |          |
| 27. | Nightmare                        | Avenged Sevenfold |          |

#### Srpen
| Den | Album                 | Umělec          | Poznámky |
| --- | --------------------- | --------------- | -------- |
| 13. | The Final Frontier    | Iron Maiden     |          |
| 23. | Surfing the Void      | Klaxons         |          |
| 24. | Teenage Dream         | Katy Perry      |          |
| 27. | Bring mich nach Hause | Wir sind Helden |          |

#### Září
| Den | Album                                               | Umělec                     | Poznámky |
| --- | --------------------------------------------------- | -------------------------- | -------- |
| 8.  | A Thousand Suns                                     | Linkin Park                |          |
| 10. | Babez for Breakfast                                 | Lordi                      |          |
| 10. | Mirage                                              | Armin van Buuren           |          |
| 10. | Live In Marciac                                     | Roberto Fonseca            | CD/DVD   |
| 13. | Band of Joy                                         | Robert Plant & Band of Joy |          |
| 14. | Never Can Say Goodbye: The Music of Michael Jackson | Joey DeFrancesco           |          |
| 20. | Postcards from a Young Man                          | Manic Street Preachers     |          |

#### Říjen
| Den | Album                           | Umělec                          | Poznámky |
| --- | ------------------------------- | ------------------------------- | -------- |
| 6.  | Sonic Boom                      | Kiss                            |          |
| 11. | An Introduction to Syd Barrett  | Syd Barrett                     |          |
| 12. | Metallic Spheres                | The Orb featuring David Gilmour |          |
| 15. | The Sun Comes Out (Sale el Sol) | Shakira                         |          |
| 15. | At the End of the Day           | Till Brönner                    |          |
| 25. | Live at Rockpalast              | John Cale                       |          |
| 29. | In Between                      | Erik Truffaz                    |          |

#### Listopad
| Den | Album                             | Umělec            | Poznámky |
| --- | --------------------------------- | ----------------- | -------- |
| 9.  | Silver Pony                       | Cassandra Wilson  |          |
| 15. | Illuminations                     | Josh Groban       |          |
| 16. | Loud                              | Rihanna           |          |
| 16. | 5.0                               | Nelly             |          |
| 16. | …Featuring                        | Norah Jones       |          |
| 17. | Fé                                | Gonzalo Rubalcaba |          |
| 22. | My Beautiful Dark Twisted Fantasy | Kanye West        |          |
| 22. | Pink Friday                       | Nicki Minaj       |          |
| 22. | Hunger for More 2                 | Lloyd Banks       |          |
| 23. | Libra Scale                       | Ne-Yo             |          |
| 30. | Only One Flo, pt. 1               | Flo Rida          |          |
| 30. | The DeAndre Way                   | Soulja Boy        |          |
| 30. | The Beginning                     | Black Eyed Peas   |          |

#### Prosinec
| Den | Album               | Umělec            | Poznámky |
| --- | ------------------- | ----------------- | -------- |
| 7.  | No Mercy            | T.I.              |          |
| 14. | Basic Instinct      | Ciara             |          |
| 14. | Michael             | Michael Jackson   |          |
| 14. | Last Train to Paris | Diddy-Dirty Money |          |
| 14. | Love Letter         | R. Kelly          |          |

## Domácí hity
- „Láska v housce“ – Xindl X a Olga Lounová
- „Duše z gumy“ – Chinaski
- „Stejný cíl mám dál“ – Ewa Farna a Jan Bendig
- „Tepláky“ – Nightwork
- „Slunce v duši“ – Nightwork
- „Ztracená bloudím“ – Verona
- „Spáč“ – Chinaski
- „Už“ – Richard Müller
- „Horehronie“ – Kristina
- „Pro jinou“ – Lucie Vondráčková
- „To holky maj rády“ – Markéta Konvičková
- „Nic nevzdávám“ – David Deyl
- „Šatna“ – Chinaski
- „Budu ti vyprávět“ – Michal Hrůza
- „Touch The Sun“ – Debbi
- „Zlatokopky“ – Rytmus
- „Dysgrafik“ – Xindl X
- „Malý princ“ – Kryštof
- „DuDuDuu“ – Kryštof
- „Up To The Stars“ – Verona
- „Chemie“ – Xindl X
- „Schody z nebe“ – Tereza Kerndlová
- „Let’s Celebrate“ – Martin Chodúr
- „Dance and Kiss“ – Maduar
- „Anděl“ – Embassy
- „Stačilo říct“ – Aneta Langerová
- „Virtuóz“ – Kabát
- „Chill“ – BPM
- „Já sám a moje druhý já“ – Marpo
- „Ostrava“ – Ruda z Ostravy
- „Už mě víckrát neuvidíš“ – Mandrage
- „Co hvězdám šeptají“ – Markéta Konvičková

## Úmrtí
- 1. ledna – Lhasa de Sela, americká zpěvačka (* 1972)
- 14. února – Doug Fieger, americký kytarista a zpěvák (* 1952)
- 17. března – Alex Chilton, americký kytarista a zpěvák (* 1950)
- 28. března – Herb Ellis, americký kytarista (* 1921)
- 27. dubna – Morris Pert, britský skladatel a bubeník (* 1947)
- 16. května – Ronnie James Dio, americký zpěvák (* 1942)
- 17. května – Bobbejaan Schoepen, belgický písničkář (* 1925)
- 24. května
  - Paul Gray, americký baskytarista (* 1972)
  - Petr Muk, český zpěvák (* 1965)
- 5. července – Cesare Siepi, italský operní pěvec (* 1923)
- 14. července – Charles Mackerras, britský dirigent a skladatel (* 1925)
- 11. srpna – Viktorie Švihlíková, česká klavíristka a cembalistka (* 1915)
- 16. srpna – Peter Toperczer, slovenský klavírista (* 1944)
- 4. září – Rudolf Pellar, český zpěvák (* 1923)
- 9. září – Antonín Schindler, český varhaník (* 1925)
- 10. září – Jiří Novák, český houslista (* 1924)
- 19. září – Jiřina Pokorná, česká varhanice (* 1938)
- 10. října – Solomon Burke, americký zpěvák (* 1940)
- 28. října – Miroslav Langer, český klavírista (* 1945)
- 12. listopadu – Henryk Górecki, polský skladatel (* 1933)
- 8. prosince – Jiří Strejc, český skladatel a varhaník (* 1932)
- 11. prosince – Vladislav Zadrobílek, český hudebník (* 1932)
- 17. prosince – Captain Beefheart, americký zpěvák (* 1941)
- 30. prosince – Bobby Farrell, nizozemský zpěvák a tanečník (* 1949)